# Фредерик Джеймисън
Фредерик Джеймисън (на английски: Fredric Jameson) е американски литературен критик и марксистки политически теоретик.
Известен е на първо място със своя анализ на съвременните културни тенденции, дори веднъж описва постмодернизма като спациализация на културата под натиска на организирания капитализъм.
Най-прочутите книги на Джеймисън включват „Постмодернизъм. Културната логика на късния капитализъм“ (Postmodernism: The Cultural Logic of Late Capitalism), „Политическо несъзнавано“ (The Political Unconscious) и „Марксизъм и форма“ (Marxism and Form).

## Биография
Роден е на 14 април 1934 г. в Кливланд, щат Охайо, САЩ.
През 1954 г., след завършването на Хавърфордския колеж, където сред професорите му е Уейн Буут, продължава следването си в университетите на Екс ан Прованс, Мюнхен и Берлин, където изучава съвременните клонки на континенталната философия, включително избуялия по онова време структурализъм. Година по-късно се връща в САЩ, където защитава докторска дисертация в Йейлския университет с научен ръководител Ерих Ауербах. Дисертацията е издадена в книга през 1961 г. – „Сартър: Произход на стила“. В нея Джеймисън следва идеите на Ауербах за анализ на литературната форма паралелно със социалната история. В творчеството на Сартър Джеймисън разглежда взаимоотношенията между поезия, история и философия. Дисертацията на Джеймисън се различава значително от доминиращите в американските академични среди по онова време логически позитивизъм във философията и лингвистиката и нюкритицистки формализъм в литературознанието. Въпреки това тя му отваря вратите за преподавателско място в Харвардския университет, където е ангажиран през цялата първа половина на 60-те години.
През 1969 г. Джеймисън става съучредител на Марксистката литературна група с няколко от своите студенти в Калифорнийския университет в Сан Диего.
Според Винсънт Лийч публикуването на „Политическото несъзнавано“ превръща Джеймисън във водещия марксистки литературовед в САЩ.
Студията „Постмодернизмът, или Културната логика на късния капитализъм“ първоначално е публикувана в списание New Left Review през 1984 г., докато Джеймисън е професор по литературознание и история на идеите в Калифорнийския университет в Санта Круз. През 1991 г. студията прераства в цяла монография със същото заглавие и се превръща в изходна точка за най-големия дебат през 90-те върху постмодернизма.
Джеймисън е Уилям А. Лейн професор по Сравнително литературознание и романски литератури в Университета Дюк.

### На български
- Фредерик Джеймисън, Постмодернизмът и консуматорското общество. – В: Американската философия в края на ХХ век. Антология. С., Просвета, 1995.
- Фредрик Джеймисън, Единствена модерност. Есе върху онтологията на настоящето, превод от английски Капка Герганова, София: Критика и хуманизъм, 2005.[4], [5]

## Награди
- 2014 – Книгата му The Antinomies of Realism печели наградата „Труман Капоти“ за литературна критика[6]
- 2012 – шести носител на наградата за цялостен принос на Американската асоциация на съвременния език (на английски: The Modern Language Association of America, MLA)[7]
- 2008 – носител на Холберговата награда за изследванията му върху „отношението между социалните формации и културните форми“. Наградата е в размер на 4.6 милиона норвежки крони (приблизително 648 хиляди долара).